# تفجيرات فنادق اليمن 1992
تفجيرات فنادق اليمن 1992 كانت سلسلة من الهجمات الإرهابية بالقنابل التي نفذتها مجموعة القاعدة في 29 ديسمبر 1992، والتي كانت تهدف إلى قتل مشاة بحرية الولايات المتحدة في عدن، اليمن. وهي تعتبر أول هجوم على الولايات المتحدة من قبل القاعدة، على الرغم من أن النية لم تنجح.

## الهجمات
في 29 ديسمبر 1992، قامت مجموعة القاعدة الإرهابية بتفجير قنبلة في فندق غولد موهور في عدن، اليمن، حيث كانت قوات مشاة بحرية الولايات المتحدة سوف تبقى بينما هم في طريقهم إلى الصومال للمشاركة في عملية استعادة الأمل. ويعتبر هذا أول هجوم على الولايات المتحدة من قبل القاعدة، على الرغم من أنه لم يكلل بالنجاح، بما أن القوات كانت غادرت بالفعل قبل أن يتم تفجير القنبلة، ولكن سائحاً نمساوياً وموظف في الفندق قتلا وجرح أربعة سائحين نمساويين.
انفجرت قنبلة ثانية قبل أوانها في فندق عدن موفنبيك، حيث كانت أيضًأ تقيم قوات أخرى من مشاة بحرية الولايات المتحدة، وأصيب ثلاثة أشخاص بجراح، لم يكن أحداً منهم أمريكيين. في ذلك الوقت، لم تعطي التفجيرات الولايات المتحدة سبباً للقلق بسبب عدم وفاة أي أمريكي. في أبريل 1993، اعتقدت المخابرات أن بن لادن كان له دور في الهجمات. مباشرة بعد التفجيرات، أعلنت الولايات المتحدة سحب قواتها من اليمن، المكان الذي كانت تستخدمه لدعم العمليات في الصومال.

## الدوافع
كانت القاعدة تهدف أن يكون الهجوم الأول هذا ضد الولايات المتحدة جزء من حملة أوسع. في ذلك الوقت كانت الولايات المتحدة تتدخل في الصومال في محاولة لتحقيق الاستقرار في البلاد وإيصال المساعدات إلى أولئك الذين كانوا في حاجة خلال حملة عسكرية باسم عملية استعادة الأمل. في وقت سابق في عام 1992، زعم أن القاعدة كانت تدرب المسلحين الصوماليين للقتال ضد القوات الأمريكية. تم إيجاد روابط بين هذا التدريب والدمار الذي خلفته معركة مقديشو في عام 1993 مما أدى إلى 18 حالة وفاة و80 جريحاً من القوات الأمريكية. في مارس 1997، قال بن لادن، «بفضل الله، تعاون المسلمين هناك مع بعض المجاهدين العرب الذين كانوا في أفغانستان... ضد قوات الاحتلال الأمريكي وقتلوا أعداد كبيرة منهم،» في مقابلة على سي إن إن.
في عام 2008، تحمل أسامة بن لادن مسؤولية التفجيرات، مدعياً، «أن الولايات المتحدة كانت تريد إنشاء قاعدة عسكرية للجنود الأمريكيين في اليمن، بحيث يكون بإمكانها إرسال قوات جديدة إلى الصومال... المجاهدين العرب الذين لهم صلة بالجهاد الأفغاني نفذوا انفجارين بالقنابل في اليمن لتحذير الولايات المتحدة، مما تسبب في أضرار لبعض الأمريكيين المقيمين في تلك الفنادق. تلقت الولايات المتحدة التحذير وتخلت عن فكرة إنشاء قواعد عسكرية في اليمن. كان هذا أول نصر مسجل للقاعدة ضد الصليبيين.» لم يكن هذا صحيحاً تماماً لأنه لم يصب أو يقتل أي أمريكي، ولم تعترف الولايات المتحدة بهذا العمل على أنه تحذير. في ذلك الوقت «ذهبت القوات إلى الصومال كما كان مقرراً، ولكن قادة القاعدة المظفرين قالوا لأنفسهم أنهم أخافوا الأمريكيين بعيداً وسجلوا نصراً سهلاً.»